# 大好き 〜My Moments Best〜
『大好き 〜My Moments Best〜』（だいすき　マイ モーメンツ ベスト）は、酒井法子のベスト・アルバム。2007年9月19日発売。

## 解説
初の本人選曲ベストアルバム。初回盤のDVDには『ASIAN TOUR IN HONG KONG～work out fine～』のライヴ映像収録（日本未発表）。

## 収録曲
1. 世界中の誰よりきっと
2. 碧いうさぎ
3. 鏡のドレス
4. 涙色
5. 月明かりの下
6. 天下無敵の愛
7. miracle
8. WORDS OF LOVE
9. PURE
10. 横顔
11. Here I am ～泣きたい時は泣けばいい～
12. 軽い気持ちのジュリア
13. 微笑みを見つけた
14. Love Letter
15. 1億のスマイル －PLEASE YOUR SMILE－
16. 世界中の誰よりきっと（Version II)
17. すすめ！はっくしょんベイビー（ボーナス・トラック）

### 初回盤DVD
1. 夢冒険（北京語）
2. 季節のない明日
3. 太陽の一日
4. freedom
5. 碧いうさぎ
6. 鏡のドレス
7. 微笑みを見つけた（北京語）
8. おはようの風景（北京語）
9. 白いマフラー
10. あなたに天使が見える時
11. キライにならないで
12. 涙色
13. 世界中の誰よりきっと（ビデオクリップ）